# 周濯街
周 濯街（しゅう たくがい、1946年4月17日 - ）は、中華人民共和国の小説家。周衍（しゅう えん）というペンネームで神話をモチーフとする小説を中心に執筆していた。

## 概要
周濯街は1961年7月1日にデビュー、1982年からは中国神話を題材にした小説を発表し、湖北省作家協会主任・湖北省民間文芸家協会副主席等を歴任した。中国国内での評価は高く、「中国大陸で最も有名な神話小説大家」、「現代の蒲松齢」、「楚天の怪才」、「鄂東の鬼才」等と賞賛されることがある。周濯街の作品は中国国内のみならず台湾においても出版され、海外十数の国と地域でも翻訳されている。民間伝承を題材にした代表作『天仙配』は中国大陸や香港などで数度にわたり映画化やドラマ化された。

## 著作

### 長篇神話小説シリーズ
（全て1995年12月1日に団結出版社より発売されている。）
- 中国長篇神話小説系列之一 — 鬼中豪杰-鍾馗
- 中国長篇神話小説系列之二 — 男婚女嫁之神-月老
- 中国長篇神話小説系列之三 — 造字之神-倉頡
- 中国長篇神話小説系列之四 — 玉皇大帝と観世音
- 中国長篇神話小説系列之五 — 玉皇大帝全伝
- 中国長篇神話小説系列之六 — 七仙女正伝
- 中国長篇神話小説系列之七 — 緑林青楼之神-白眉

### 神仙伝シリーズ
（全て1999年2月1日に団結出版社より発売されている。）
- 炎帝
- 媽祖
- 灶王爺
- 閻王爺
- 和合二仙

### 民間神祉シリーズ
（全て2005年10月1日に団結出版社より発売されている。）
- 房中始祖彭祖
- 逍遙大仙呂洞賓
- 財神始祖趙公明
- 大慈大悲観世音
- 笑口常開弥勒仏

### その他小説
- 精忠岳家拳 （1985年に群益堂より発売されている。）
- 財神爺趙公明 （1994年2月に岳麓書社より発売されている。）
- 小児之神-項托 （1998年に湖北少年児童出版社より発売されている。）
- 財神到 （1999年1月1日に中国文学出版社より発売されている。）
- 天仙配 （熊誠、曾有情、周濯街合著・2007年10月1日に文化芸術出版社より発売されている。）